# Championnat de Slovaquie de football 2018-2019
Navigation
Édition précédente Édition suivante
La saison 2018-2019 est la 26e édition du championnat de Slovaquie de football. Lors de cette saison, le Spartak Trnava défend son titre face à 11 autres équipes dont 1 promu de deuxième division.
Le Slovan Bratislava remporte à l'issue de la 26e journée le neuvième titre de son histoire.

## Format
Les douze clubs se rencontrent en matchs aller et retour, après la 22e journée le championnat est scindé en deux, les six premiers se retrouvent dans un mini-championnat en gardant les points acquis lors de la saison régulière pour déterminer le champion et les qualifications européennes.
Les six derniers se retrouvant dans un autre mini-championnat pour déterminer le barragiste et le club qui sera relégué.
Trois places qualificatives pour les compétitions européennes seront attribuées par le biais du premier mini-championnat (1 place au second tour de qualification de Ligue des champions 2019-2020 et 2 places au premier tour de qualification de Ligue Europa). Une autre place au premier tour de qualification pour la Ligue Europa sera garantie au vainqueur de la Slovak Cup (FC Spartak Trnava). Le dernier du deuxième mini-championnat est relégué en deuxième division. L'avant-dernier dispute un match de barrage pour le maintien.

## Participants
| \| D. Streda Podbrezová Ružomberok Senica S. Bratislava Nitra Trnava Sereď Trenčín Z. Michalovce Z. Moravce Žilina \| Localisation des clubs. |
| D. Streda Podbrezová Ružomberok Senica S. Bratislava Nitra Trnava Sereď Trenčín Z. Michalovce Z. Moravce Žilina                               |

Légende des couleurs
- Premier tour de qualification de la Ligue des Champions 2018-2019
- Premier tour de qualification de la Ligue Europa 2018-2019
- Promu de DOXXbet liga 2017-2018

| Club                  | Se maintient depuis | Classement 2017-2018 | Stade                     | Capacité théorique |
| --------------------- | ------------------- | -------------------- | ------------------------- | ------------------ |
| Spartak Trnava        | 2002                | 1                    | Stade Antona Malatinského | 19 200             |
| Slovan Bratislava     | 2006                | 2                    | Stade Pasienky            | 12 000             |
| Dunajská Streda       | 2013                | 3                    | MOL Aréna                 | 12 700             |
| MŠK Žilina            | 1996                | 4                    | Stade Pod Dubňom          | 11 313             |
| AS Trenčín            | 2011                | 5                    | Stade na Sihoti           | 3 500              |
| MFK Ružomberok        | 1997                | 6                    | Stade Pod Čebraťom        | 4 817              |
| FC Nitra              | 2017                | 7                    | Stade Pod Zoborom         | 11 384             |
| Zemplín Michalovce    | 2015                | 8                    | Zemplin Stadion           | 4 440              |
| Železiarne Podbrezová | 2014                | 9                    | ZELPO Aréna               | 4 061              |
| Zlaté Moravce         | 2010                | 10                   | Stade FC ViOn             | 4 000              |
| FK Senica             | 2009                | 11                   | OMS Arena                 | 5 070              |
| ŠKF Sereď             | 2018                | 1(D2)                | Štadión pod Zoborom       | 7 480              |

## Première phase

### Classement
| Rang | Équipe                | Pts | J  | G  | N | P  | Bp | Bc | Diff |
| ---- | --------------------- | --- | -- | -- | - | -- | -- | -- | ---- |
| 1    | Slovan Bratislava     | 58  | 22 | 18 | 4 | 0  | 53 | 18 | +35  |
| 2    | Dunajská Streda       | 44  | 22 | 13 | 5 | 4  | 42 | 27 | +15  |
| 3    | MŠK Žilina            | 44  | 22 | 13 | 5 | 4  | 39 | 23 | +16  |
| 4    | MFK Ružomberok        | 36  | 22 | 9  | 9 | 4  | 34 | 20 | +14  |
| 5    | Zemplín Michalovce    | 32  | 22 | 9  | 5 | 8  | 29 | 33 | -4   |
| 6    | ŠKF SereďP            | 31  | 22 | 9  | 4 | 9  | 27 | 29 | -2   |
| 7    | FC Nitra              | 26  | 22 | 7  | 5 | 10 | 27 | 30 | -3   |
| 8    | Spartak TrnavaT       | 25  | 22 | 7  | 4 | 11 | 28 | 28 | 0    |
| 9    | AS Trenčín            | 22  | 22 | 6  | 4 | 12 | 30 | 40 | -10  |
| 10   | Železiarne Podbrezová | 21  | 22 | 6  | 3 | 13 | 22 | 35 | -13  |
| 11   | FK Senica             | 15  | 22 | 3  | 6 | 13 | 20 | 43 | -23  |
| 12   | Zlaté Moravce         | 14  | 22 | 4  | 2 | 16 | 19 | 44 | -25  |

Légende
- qualification pour les barrages de championnat
- qualification pour les barrages de relégation

Abréviations
- T : Tenant du titre
- P : Promus de DOXXbet liga 2017-2018

Le Dunajská Streda est devant le MŠK Žilina aux confrontations directes (buts marqués à l'extérieur).

## Deuxième phase

### Barrage de championnat

#### Classement
| Rang | Équipe             | Pts | J  | G  | N  | P  | Bp | Bc | Diff |
| ---- | ------------------ | --- | -- | -- | -- | -- | -- | -- | ---- |
| 1    | Slovan Bratislava  | 80  | 32 | 25 | 5  | 2  | 84 | 33 | +51  |
| 2    | Dunajská Streda    | 63  | 32 | 19 | 6  | 7  | 63 | 37 | +26  |
| 3    | MFK Ružomberok     | 56  | 32 | 15 | 11 | 6  | 50 | 31 | +19  |
| 4    | MŠK Žilina         | 54  | 32 | 16 | 6  | 10 | 56 | 44 | +12  |
| 5    | Zemplín Michalovce | 40  | 32 | 11 | 7  | 14 | 39 | 58 | -19  |
| 6    | ŠKF Sereď          | 38  | 32 | 11 | 5  | 16 | 39 | 54 | -15  |

Qualifications européennes
Ligue des champions 2019-2020
- 1er : premier tour de qualification

Ligue Europa 2019-2020
- 2e et 3e : premier tour de qualification

Abréviations
- T : Tenant du titre

### Barrage de relégation

#### Classement
| Rang | Équipe                | Pts | J  | G  | N  | P  | Bp | Bc | Diff |
| ---- | --------------------- | --- | -- | -- | -- | -- | -- | -- | ---- |
| 7    | Spartak Trnava C      | 38  | 32 | 10 | 8  | 14 | 35 | 35 | 0    |
| 8    | FK Senica             | 37  | 32 | 10 | 7  | 15 | 42 | 53 | -11  |
| 9    | FC Nitra              | 34  | 32 | 8  | 10 | 14 | 42 | 48 | -6   |
| 10   | Zlaté Moravce         | 34  | 32 | 10 | 4  | 18 | 33 | 55 | -22  |
| 11   | AS Trenčín            | 31  | 32 | 8  | 7  | 17 | 41 | 56 | -15  |
| 12   | Železiarne Podbrezová | 29  | 32 | 7  | 8  | 17 | 28 | 48 | -20  |

Qualifications européennes
Ligue Europa 2019-2020
- C : premier tour de qualification

Relégation
- 11e : barrages de relégation en 2e division
- 12e : relégation en 2e division

Abréviations
- P : Promus de DOXXbet liga 2017-2018
- C : Vainqueur de la Coupe de Slovaquie 2018-2019

## Play-offs pour la relégation
| Équipe 1  | Résultat | Équipe 2   | Aller | Retour |
| --------- | -------- | ---------- | ----- | ------ |
| FK Poprad | 3 - 4    | AS Trenčín | 2 - 0 | 1 - 4  |

Légende des couleurs
- Qualification pour la phase suivante.
- Le club se maintient en première division.
- Promotion en première division.
- Le club reste en deuxième division.
- Relégation en deuxième division.

## Bilan de la saison
| Championnat de Slovaquie de football 2018-2019                        |                              |
| Champion                                                              | Slovan Bratislava (9e titre) |
| Coupes et trophées                                                    |                              |
| Vainqueur de la Coupe de Slovaquie 2018-2019                          | Spartak Trnava               |
| Qualifications continentales                                          |                              |
| Ligue des champions de l'UEFA 2019-2020                               | Slovan Bratislava            |
| Ligue Europa 2019-2020                                                | Spartak Trnava               |
| Ligue Europa 2019-2020                                                | Dunajská Streda              |
| Ligue Europa 2019-2020                                                | MFK Ružomberok               |
| Promotions et relégations                                             |                              |
| Promus en Championnat de Slovaquie de football                        | FK Pohronie                  |
| Relégués en Championnat de Slovaquie de football de deuxième division | Železiarne Podbrezová        |